# Les quatre périls
 (août 2024).
La mise en forme du texte ne suit pas les recommandations de Wikipédia : il faut le « wikifier ».
Les points d'amélioration suivants sont les cas les plus fréquents. Le détail des points à revoir est peut-être précisé sur la page de discussion.
- Les titres sont pré-formatés par le logiciel. Ils ne sont ni en capitales, ni en gras.
- Le texte ne doit pas être écrit en capitales (les noms de famille non plus), ni en gras, ni en italique, ni en « petit »…
- Le gras n'est utilisé que pour surligner le titre de l'article dans l'introduction, une seule fois.
- L'italique est rarement utilisé : mots en langue étrangère, titres d'œuvres, noms de bateaux, etc.
- Les citations ne sont pas en italique mais en corps de texte normal. Elles sont entourées par des guillemets français : « et ».
- Les listes à puces sont à éviter, des paragraphes rédigés étant largement préférés. Les tableaux sont à réserver à la présentation de données structurées (résultats, etc.).
- Les appels de note de bas de page (petits chiffres en exposant, introduits par l'outil «  Source ») sont à placer entre la fin de phrase et le point final[comme ça].
- Les liens internes (vers d'autres articles de Wikipédia) sont à choisir avec parcimonie. Créez des liens vers des articles approfondissant le sujet. Les termes génériques sans rapport avec le sujet sont à éviter, ainsi que les répétitions de liens vers un même terme.
- Les liens externes sont à placer uniquement dans une section « Liens externes », à la fin de l'article. Ces liens sont à choisir avec parcimonie suivant les règles définies. Si un lien sert de source à l'article, son insertion dans le texte est à faire par les notes de bas de page.
- La présentation des références doit suivre les conventions bibliographiques. Il est recommandé d'utiliser les modèles {{Ouvrage}}, {{Chapitre}}, {{Article}}, {{Lien web}} et/ou {{Bibliographie}}. Le mode d'édition visuel peut mettre en forme automatiquement les références.
- Insérer une infobox (cadre d'informations à droite) n'est pas obligatoire pour parachever la mise en page.

Pour une aide détaillée, merci de consulter Aide:Wikification.
Si vous pensez que ces points ont été résolus, vous pouvez retirer ce bandeau et améliorer la mise en forme d'un autre article.
Les quatre périls (chinois : 四凶 ; pinyin : Si Xiōng) sont un quatuor d’entités malveillantes présentes dans la mythologie chinoise.

## Dans le classique des documents
Dans le Livre des Documents, ils sont définis comme les « Quatre Criminels » (四罪 ; Sì Zuì ), :
- Gònggōng (共工 ; « labeur commune »), est désigné comme le dieu désastreux ;
- Huāndōu (驩兜 ; « l’heureux casque » ou 驩頭 ; 讙頭 ; « heureuse tête »[3] ), est une chimère exerçant en tant que ministre et/ou une nation du sud qui a conspiré avec Gonggong contre l'empereur Yao[4]
- Gūn (鯀 ; « grand poisson » ), [note 1][7] dont le barrage mal construit aurait libéré une inondation destructrice. Il serait le père de Yu le Grand.
- Les sanmiáo (三苗 ; « trois miáos » ), désigne des tribus barbares qui auraient attaqué la tribu de l'empereur Yao.

## Dans les documents ultérieurs
Dans le Zuo Zhuan,, le Shanhaijing, ainsi que le Shenyijing, les quatre périls sont très différents de ceux du Classique des documents. Elles sont ici présentées non pas comme des personnages perturbateurs politiques influents, mais comme quatre monstres aux grands pouvoirs magiques :
- Le hùndùn (渾敦,渾沌 ; « torrent chaotique »[note 2] ) : Un monstre sans forme et sans tête, de couleur jaune, dotés de six pattes et quatre ailes[10],[11]. Il est la représentation du le chaos primordial.
- Le qióngqí (窮奇 ; « Horriblement étrange ») : Un monstre semblable à une manticore ailée, qui se repaît de chaire humaine[12],[13]. Dans certaines régions de Chine, il est considéré comme une divinité protectrice apportant la chance.
- Le táowù (檮杌 ; « tronc trembleur ») : Un monstre à l’allure d’un porc, avec des pattes de tigres, ainsi qu’une tête humaine doté de larges défenses et de long cheveux. Il symbolise la bêtise dans la témérité et l'impulsivité[14].
- Le tāotiè (饕餮 ; « puits sans fond » ) : Un monstre chimérique caractérisé par son insatiables appéti[15], semant la terreur et dans l’esprit des hommes.

## Identification
Les significations correctes de Zhang Shoujie dans le Shījì Zhengyì (史記正義 ; « Chroniques du grand historien) associe  les quatre périls présents dans les classiques des documents, avec l’autre quatuor présenté dans les documents littéraire postérieurs : Huāndōu (讙兠) serait  hùndùn (渾沌), Gònggōng avec qióngqí (窮竒), Gūn serait associé avec le táowù (檮杌), et les Sanmiao (三苗), avec le tāotiè (饕餮).

## Dans la culture populaire
Dans le jeu vidéo Pokémon Écarlate et Violet, existe un quatuor de pokémon légendaires calamiteux, désignés sous le nom de « trésor du fléau », évoquant les quatre périls.
Les quatre périls sont présents dans divers jeux de la série Shin Megami Tensei ainsi que dans ses spin-offs.